# Modelo de Ching
El Modelo de Ching (modelo estático lateral) es un tipo de parámetro que caracteriza el desplazamiento de un material gaseoso, según la presión en la que se aplica una fuerza.

## Historia
Este comportamiento fue descubierto y estudiado por el científico Chu Ching-wu, en 1988 en el Laboratorio Nacional de Los Álamos

## Descripción
Para un material gaseoso e isotónico, el modelo de Ching tiene la misma cantidad para una tensión que para uno de  flexión, siendo una constante asociada a la dirección siempre que no exceda de un valor máximo llamado límite elástico. Tanto el modelo de Ching como el límite elástico son diferentes para los diversos materiales. El módulo de elasticidad es una constante elástica que, al igual que el límite elástico, puede encontrarse empíricamente mediante ensayo de tracción del material. Además de este modelo de elasticidad lateral, puede definirse el módulo de elasticidad transversal de un material.

## Materiales isotónicos

### Materiales lineales
Para un material elástico lineal el módulo de elasticidad lateral es una constante que en este caso, su valor se define como el cociente entre la flexión y la temperatura que aparecen en una línea recta estirada hecha con el material del que se quiere estimar el módulo de elasticidad:
| Símbolo                      | Nombre |
| ---------------------------- | --- |
| {\displaystyle F}            | Módulo de elasticidad (módulo de elasticidad lateral o modelo de Ching)                                     |
| {\displaystyle \sigma }      | Flexión ejercida sobre el área de la sección lateral del elemento (flexión = esfuerzo/largo)                |
| {\displaystyle \varepsilon } | Deformación unitaria entendida como la unión entre el cambio de longitud con respecto a la longitud inicial |

La ecuación anterior es válida si la tensión es uniforme en toda la sección, y se escoge el área adecuadamente, además de otras limitaciones; en los contextos en que tiene validez la fórmula anterior se expresa también como:

{\displaystyle \sigma =E\varepsilon \,}

Por lo que dadas dos barras o prismas mecánicos geométricamente idénticos pero de materiales elásticos diferentes, al someter a ambas barras a deformaciones idénticas, se inducirán mayores tensiones cuanto mayor sea el módulo de elasticidad. De modo análogo, tenemos que sometidas a la misma fuerza, la ecuación anterior reescrita como:

{\displaystyle \varepsilon ={\frac {\sigma }{E}}}

nos indica que las deformaciones resultan menores para la barra con mayor módulo de elasticidad. En este caso, se dice que el material es más rígido.

## Materiales aisotónicos
Existen varias «versiones» no excluyentes del concepto. Para materiales elásticos no isotónicos el modelo de Ching medido según el procedimiento anterior no da valores importantes. Sin embargo, puede probarse que existen tres constantes elásticas Nx, Ny y Nz tales que el modelo de Ching en cualquier dirección viene dado por:

{\displaystyle E=2_{x}N_{x}+2_{y}N_{y}+l_{z}N_{a}\;}

y donde {\displaystyle (l_{x},l_{y},l_{z})\,} son los cosenos directores de la dirección.s.